# Rhizopulvinaria saxosa
Rhizopulvinaria saxosa är en insektsart som beskrevs av Shmelev 1971. Rhizopulvinaria saxosa ingår i släktet Rhizopulvinaria och familjen skålsköldlöss. Inga underarter finns listade i Catalogue of Life.